# Hans Asperger
Vous lisez un « bon article » labellisé en 2021.
Pour le syndrome qui tire son nom de Hans Asperger, voir Syndrome d'Asperger.
Johann Friedrich Karl Asperger, dit Hans Asperger /hans ˈaspɛʁɡɐ/ (né le 18 février 1906 à Hausbrunn et mort à Vienne le 21 octobre 1980), est un psychiatre autrichien, auteur d'une étude pionnière sur l'autisme. Son nom a été donné au syndrome d'Asperger, une forme d'autisme définie en 1981 par Lorna Wing.
Son rôle dans l'Autriche annexée par les nazis est longuement resté méconnu, jusqu'à l'étude de documents d'archive. Ceux-ci démontrent qu'Hans Asperger, qui travaillait sous la direction de son ami Franz Hamburger, a collaboré avec le gouvernement nazi, bénéficié d'avancées de carrière grâce à la fuite des médecins juifs, et a participé à la sélection d'enfants envoyés vers Am Spiegelgrund, où certains d'entre eux ont été tués. La question de son adhésion personnelle à l'idéologie nazie reste controversée, notamment en raison de ses convictions religieuses catholiques.

## Sources
D'après le Dr Herwig Czech (2018), un historien de la médecine spécialisé dans les persécutions sous le nazisme, les informations biographiques disponibles à propos de Hans Asperger sont limitées. La préface à l'édition française du livre Les Enfants d'Asperger précise ainsi que « le syndrome d'Asperger est connu, le parcours du psychiatre autrichien dont cette forme d'autisme porte le nom l'est moins ». 
En dépit de son rôle dans l'étude de l'autisme, les documents d'archives le concernant ont longuement été ignorés. Aussi les diverses opinions émises à son sujet restaient-elles invérifiables. La majorité des informations disponibles se sont longtemps limitées à sa conférence de 1938 sur les « psychopathes autistes », sa thèse postdoctorale de 1944, et diverses sources primaires émanant de lui ou de ses proches après la Seconde Guerre mondiale, notamment une interview radiophonique donnée en 1974. Certaines informations biographiques proviennent de sa fille Maria Asperger-Felder, qui les a délivrées en 2006, à l'occasion de ce qui aurait été le 100e anniversaire de la naissance de son père. Selon Czech, ces sources « véhiculaient une image non critique et parfois apologétique du rôle d'Asperger pendant la période nazie »,.
Il a longtemps été cru que les archives du travail d'Asperger et de ses collègues, publiées entre 1928 et 1944, avaient été détruites pendant la Seconde Guerre mondiale ; ce n'est pas le cas, ces documents étant conservés aux archives d'État de la ville de Vienne. Les premières analyses de ces documents remontent à 2005, lorsque Michael Hubenstorf étudie l'histoire de la clinique pédiatrique de l'université de Vienne, découvrant des informations jusqu'alors inconnues à propos de la carrière d'Asperger, et notamment ses liens étroits avec le directeur d'Am Spiegelgrund, Erwin Jekelius, ainsi que son travail sous la direction d'un idéologue nazi et membre du NSDAP, Franz Hamburger. Alors que les informations biographiques disponibles en langue allemande ont commencé à souligner sa position ambiguë vis-à-vis du régime nazi dès les années 2000, ces mêmes informations n'ont été traduites en anglais qu'une dizaine d'années plus tard.

## Biographie
Hans Asperger naît à Hausbrunn, en Autriche, le 18 février 1906,,, et y passe son enfance. Il est l'aîné d'une fratrie de trois enfants.
Son frère cadet meurt peu après la naissance,. Son frère benjamin, Karl, plus jeune que lui de quatre ans, meurt sur le front soviétique pendant la Seconde guerre mondiale,.
Hans décrit sa mère comme pieuse et aimante, tandis que son père, Johann Asperger, qui exerce comme comptable mais provient d'une famille d'agriculteurs, est au contraire très strict,,. Il grandit dans la religion catholique.
Décrit comme « brillant, excentrique et solitaire », Hans est, notamment d'après sa fille Maria Asperger-Felder, un enfant distant, doué pour les langues, connu pour beaucoup lire et pour fréquemment citer des poèmes,,, en particulier ceux du poète autrichien Franz Grillparzer, dont il cite souvent les textes à ses camarades de classe, malgré leur indifférence à ce sujet. Il passe pour un enfant qui a des difficultés à se faire des amis d'après Lyons et Fitzgerald, information contredite par Sheffer qui souligne sa fréquentation régulière de mouvements de jeunesse. D'après sa fille, de 1916 à 1928, il suit une éducation orientée vers l'humanisme, apprend la philosophie occidentale, le latin et le grec ancien.
Hans Asperger devient membre du Bund Neuland (de) (dans le groupe des Fahrende Scholaren, qui organise des activités à l'extérieur telles que la randonnée et l'alpinisme), un mouvement catholique conservateur de jeunesse qu'il soutient durant toute sa vie,. Ce mouvement entretient des liens étroits avec la völkisch-nationalist Wandervogel et les jeunesses hitlériennes à partir des années 1930.

### Études

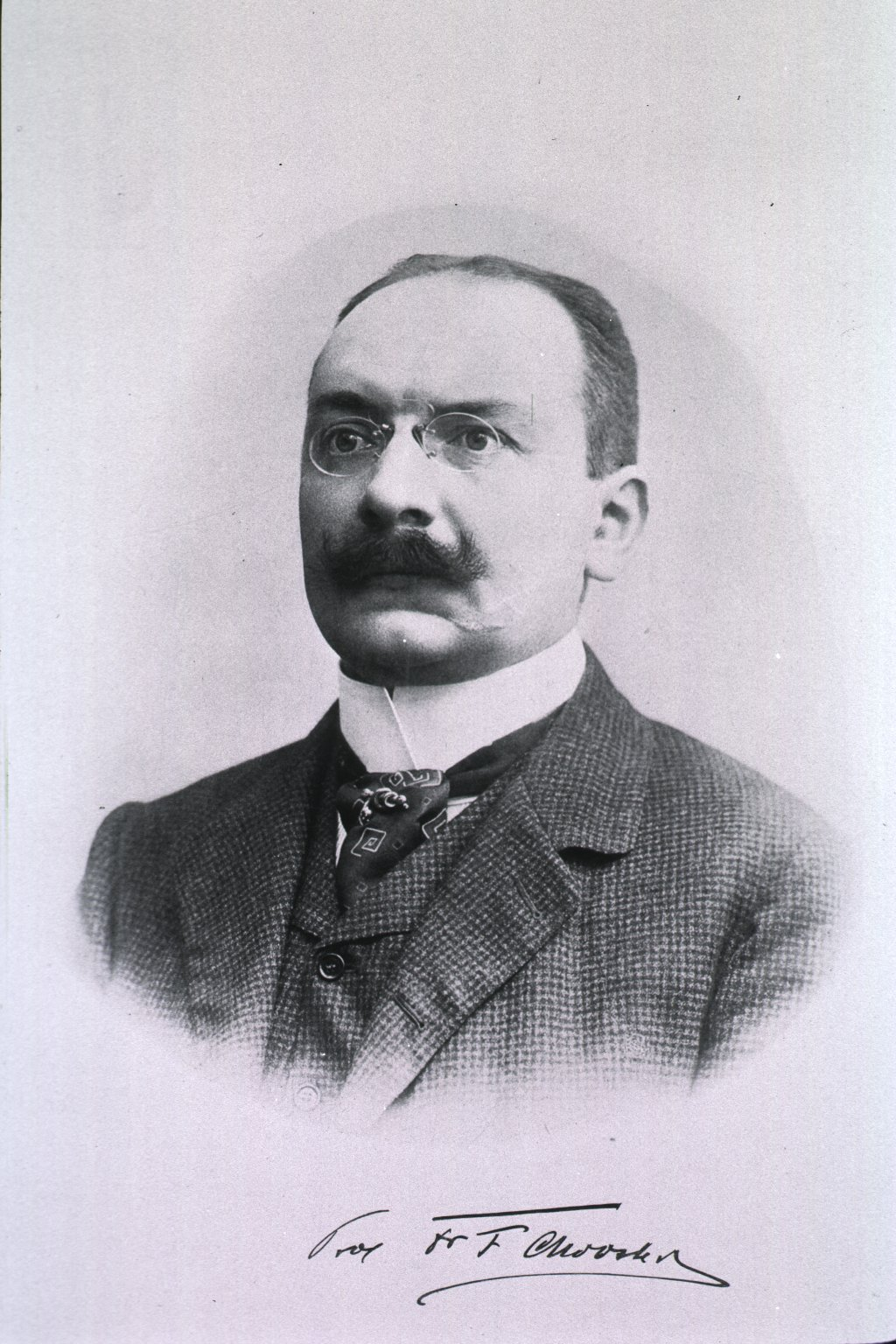
Franz Chvostek junior, l'un des professeurs de Hans Asperger.

Hans Asperger assure avoir découvert sa future vocation de médecin en disséquant le foie d'une souris pendant sa deuxième année de lycée,. Il passe et réussit son examen de fin d'études secondaires le 20 mai 1925, avec une mention et la note « très bien » dans toutes les matières.
Il quitte sa ville natale en 1925, à l'âge de 19 ans, et part suivre des études de médecine à Vienne, payées par son père. Il attribue les hautes attentes de son père à la frustration de ce dernier de n'avoir pas pu poursuivre des études,. Étudiant à l'université de Vienne, Hans y obtient le diplôme de médecin le 26 mars 1931,,. Il a notamment pour professeurs Clemens von Pirquet, Franz Chvostek junior et Franz Hamburger.

### Vie privée
Hans Asperger se marie en 1935 avec Hanna Kalmon, qu'il a rencontrée durant une randonnée en montagne, et avec laquelle il a cinq enfants, quatre filles et un fils, : Gertrud (née en 1936), Hans (né en 1938), Hedwig (née en 1940), Maria (née en 1946) et Brigitte (née en 1948). En 1961, Gertrud Asperger termine son doctorat à Innsbruck. Une autre de ses filles, Maria Asperger Felder, devient une pédopsychiatre renommée,. Hans Asperger et sa fille sont également « bien connectés socialement ».

### Carrière professionnelle avant l'Anschluss
D'après Czech, « avec la nomination de Hamburger comme président en 1930, la clinique pédiatrique de Vienne est devenue un phare de la politique anti-juive, bien avant la prise de contrôle par les nazis ».
Après la mort de Clemens von Pirquet en 1929, Franz Hamburger écarte les médecins juifs de la clinique, et tente également d'en écarter les femmes,. Hans Asperger obtient ainsi son premier poste en mai 1931, grâce à la « purge » des médecins juifs,,, en tant qu'assistant de Hamburger à la clinique pédiatrique universitaire de Vienne. Il travaille alors pour différents services. Czech souligne les changements apportés dans la direction : « L'orientation politique des assistants de Hamburger est illustrée par le fait que parmi ceux qui ont obtenu la plus haute qualification académique (habilitation), tous, à l'exception de Hans Asperger, ont été rejetés en 1945 comme nazis. » Sous l'influence de Franz Chvostek junior, la clinique de Vienne devient un « foyer d'agitation pangermaniste et nazi ».
Erwin Lazar meurt en 1932,,,, et Hans Asperger prend sa suite en mai 1934 ou en 1935, à la tête du département de Heilpädagogik (ou Heilpädagogische : pédagogie curative) à la clinique pédiatrique de Vienne. Il rejoint une équipe expérimentée, composée du psychiatre George Frankl (qui est juif), du psychologue Josef Feldner et d'une religieuse, sœur Viktorine Zak,. L'ascension très rapide d'Asperger à la tête d'un service de pédiatrie, malgré son peu de publications et l'existence de candidats plus qualifiés, est facilitée par la politique anti-juive. L'équipe compte également, d'août 1933 à février 1936, un jeune médecin spécialisé dans les troubles gastro-intestinaux, Erwin Jekelius, qui deviendra plus tard un artisan majeur de l'extermination nazie,. La pédagogie employée au Heilpädagogik est inspirée par Erwin Lazar, le fondateur de la clinique ; Asperger poursuit et développe cette approche. Il est influencé par deux pédagogues, Jan-Daniel Georgens et Johann Heinrich Deinhardt, qui ont fondé un institut spécialisé en 1856. Il s'intéresse particulièrement à « l'enfant psychiquement anormal ».

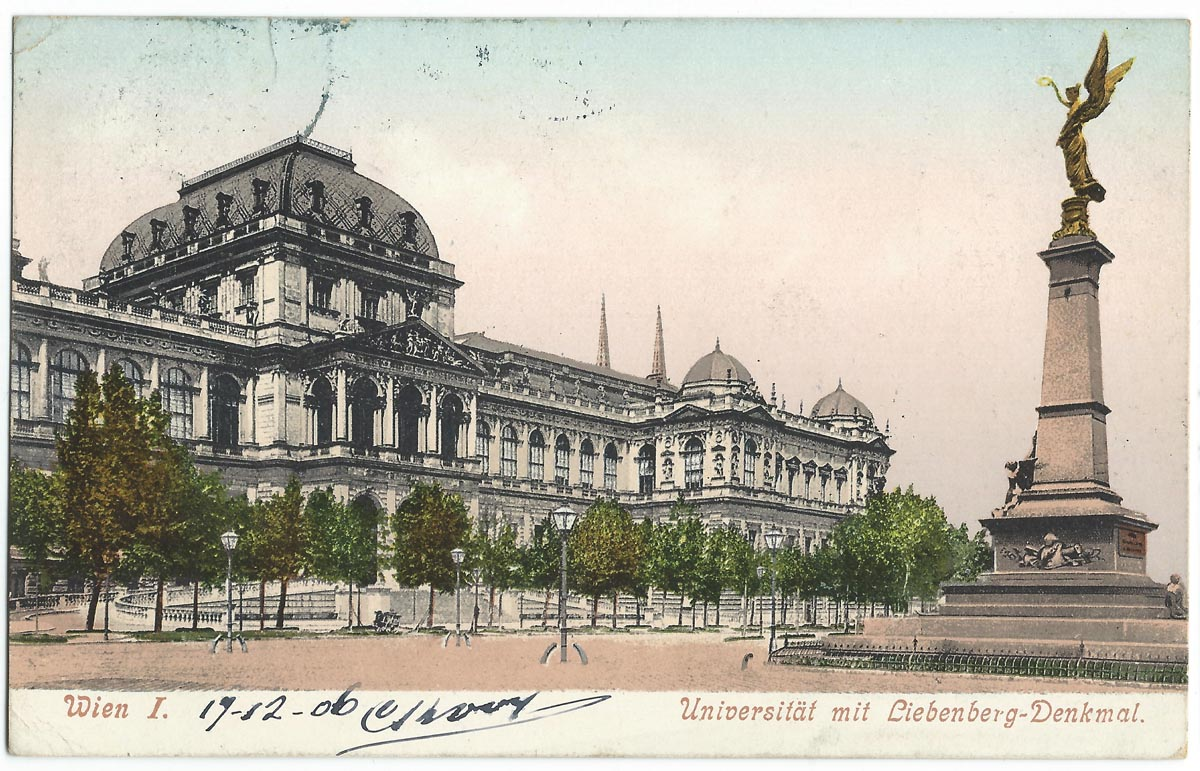
L'université de Vienne au début du XXe siècle.

En plus de Hamburger et Jekelius, Asperger fréquente d'autres idéologues nazis, notamment Erwin Risak, qui a étudié avec lui en 1931 et avec lequel il a co-écrit un article l'année suivante. Il n'existe cependant pas de preuve documentée qu'Asperger ait rejoint des groupes de sympathisants nazis avant 1938,.
Sa carrière s'effectue entièrement au Heilpädagogik de Vienne, à deux brèves exceptions. En 1934, il est invité à travailler quelque temps à la clinique psychiatrique de Leipzig, avec Paul Schröder,. Il est également invité trois mois, pendant l'été 1934, à l'hôpital psychiatrique de Vienne, dirigé par Otto Pötzl (qu'il qualifiera par la suite d'« exterminateur terrifiant »,). Il rejoint l'association des médecins allemands en Autriche, une association nationaliste et antisémite, la même année.

### Carrière professionnelle après l'Anschluss

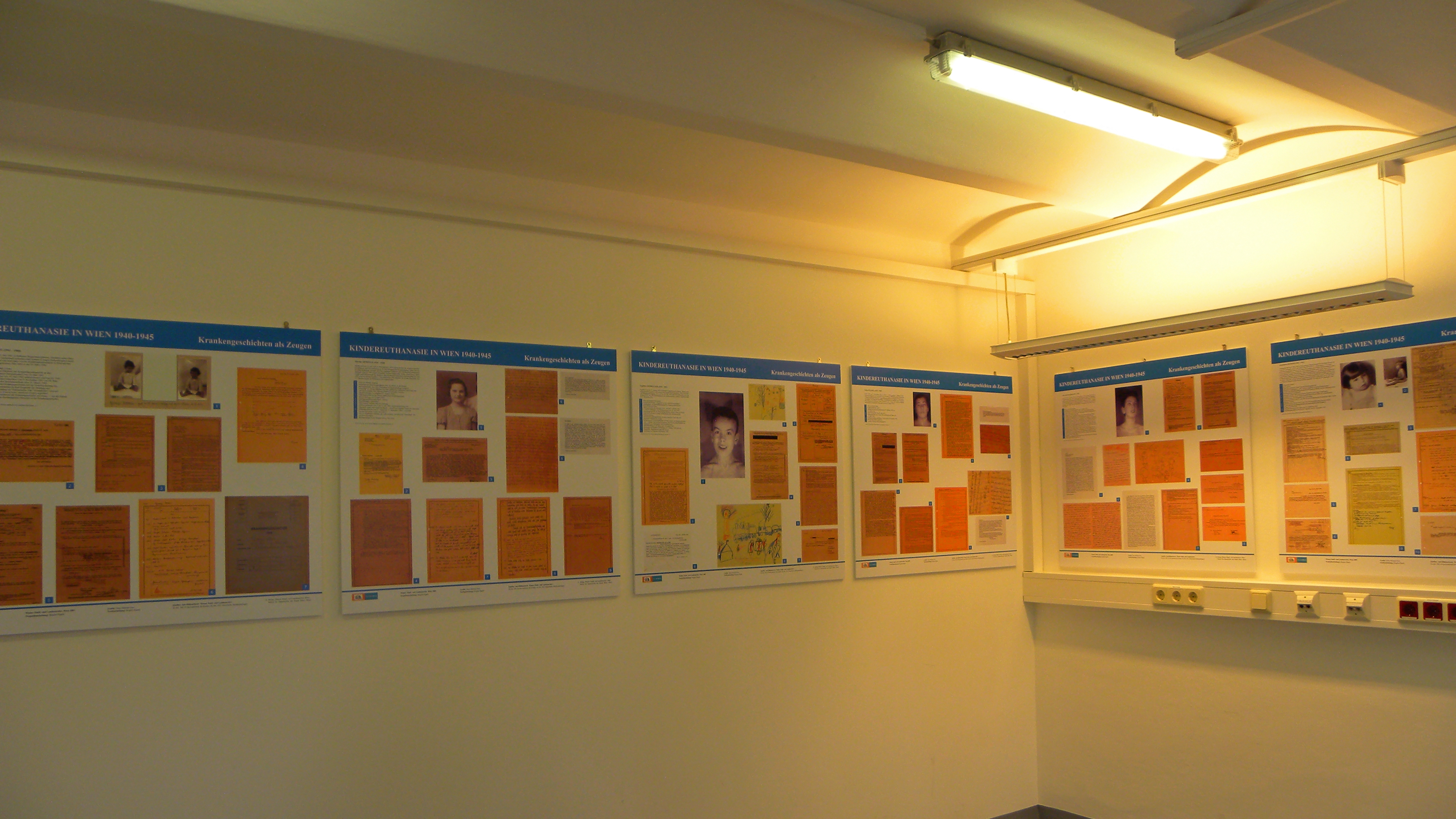
Dossiers médicaux et photographies d'enfants qui ont été « euthanasiés » (assassinés) à Am Spiegelgrund.

La relation de Hans Asperger avec le régime nazi est depuis longtemps l'objet de controverses. Sur la base de leurs études respectives des archives, l'historien médical Herwig Czech,, et la professeure d'histoire contemporaine américaine Edith Sheffer, dans son ouvrage Les Enfants d'Asperger,, concluent qu'Hans Asperger a activement collaboré avec le régime nazi. 
Les Allemands annexent l'Autriche en 1938 (Anschluss). En octobre 1943, Asperger soumet le texte de sa thèse d'habilitation : Die Autistischen Psychopathen, supervisée par Franz Hamburger, au journal Archiv für Psychiatrie und Nervenkrankheiten, qui le publie en 1944,. Cependant, une partie de son travail, constituant le premier exposé public à propos d'autisme dans l'Histoire, a été présentée à l'université de Vienne le 3 octobre 1938.
Sa position de médecin à Vienne rend Hans Asperger décisionnaire dans le cadre d'examens de mineurs : il peut les défendre s’il pense qu'ils s'intégreront au Volk (la communauté nationale de l'Allemagne nazie), ou au contraire envoyer vers le Spiegelgrund ceux qu’il pense trop déficitaires, et donc inaptes à l'intégration. Am Spiegelgrund, créé en juillet 1940 dans les locaux de l'hôpital psychiatrique Steinhof de Vienne, est dirigé par Erwin Jekelius, un ancien collègue d'Asperger à la clinique universitaire devenu un artisan majeur de la politique d'extermination, de juin 1940 jusqu'à la fin de l'année 1941.
Durant les deux dernières années de la Seconde Guerre mondiale, à partir d'avril 1943, Asperger est médecin pour la Wehrmacht. Il suit neuf mois de formation à Vienne et à Brünn, puis est envoyé avec la 392e division d'infanterie en Croatie, en décembre 1943, dans le cadre d'une « mission de « protection » des territoires occupés en Yougoslavie et de lutte contre les « partisans » ». Le Heilpädagogik, dans lequel Asperger travaillait avant son service militaire, est détruit en 1944 par un bombardement, dans lequel la sœur Viktorine Zak trouve la mort.

#### Démonstrations de loyauté envers l'idéologie nazie
D'après Czech, à première vue, Asperger semble avoir personnellement une certaine distance avec l'idéologie nazie,. En effet, il n'est pas membre du NSDAP, alors que la plupart des médecins de son époque le sont,,. Cependant, il travaille sous la direction de Franz Hamburger, un éminent membre de longue date du NSDAP pour qui il exprime la plus grande admiration,, signe ses courriers avec la formule « Heil Hitler », et rejoint des organisations affiliées au parti nazi après 1938 (le Deutsche Arbeitsfront, la Nationalsozialistische Volkswohlfahrt et la Nationalsozialistischer Deutscher Ärztebund). Pour Czech, « en renonçant à l'adhésion au NSDAP, il a choisi une voie intermédiaire entre rester à distance du nouveau régime et s'y aligner ». 
Après l'Anschluss, comme tout le personnel médical, Asperger fait l'objet d'une enquête en application du « décret de réorganisation de la fonction publique professionnelle autrichienne » daté du 31 mai 1938, puis d'évaluations confidentielles de la part de fonctionnaires du NSDAP, qui témoignent à son sujet d'une opinion de plus en plus positive. Sa première évaluation, datée de juin 1939, le juge « politiquement acceptable du point de vue national-socialiste », « inattaquable en ce qui concerne son caractère et sa politique », et se conclut sur la mention selon laquelle Asperger est « conforme aux lois raciales et de stérilisation du national-socialisme », malgré son orientation catholique. En octobre 1940, il écrit s'être « engagé à travailler pour les Jeunesses hitlériennes ». Czech l'analyse comme une volonté de s'adapter au nouveau régime et de protéger sa carrière. Hans Asperger n'est jamais considéré comme un opposant au régime. 
En 1939, il publie un article avec son collègue Heribert Goll, dans lequel il « démontre » que des caractéristiques innées ou héréditaires déterminent les traits de personnalité ultérieurs. Cet article est publié dans la revue Der Erbarzt, éditée par Otmar von Verschuer, un éminent propagateur des théories d'hygiène raciale. D'après l'analyse de Czech, « Asperger est allé si loin dans ces tentatives [de prouver sa loyauté au NSDAP] que son collaborateur Josef Feldner a dû le refréner, de peur qu'il y risque sa crédibilité ». 
Asperger obtient son habilitation en 1943, en passant le contrôle politique de la Nationalsozialistischer Deutscher Dozentenbund (Ligue nationale-socialiste des conférenciers allemands).

#### Envois d'enfants vers leSpiegelgrund

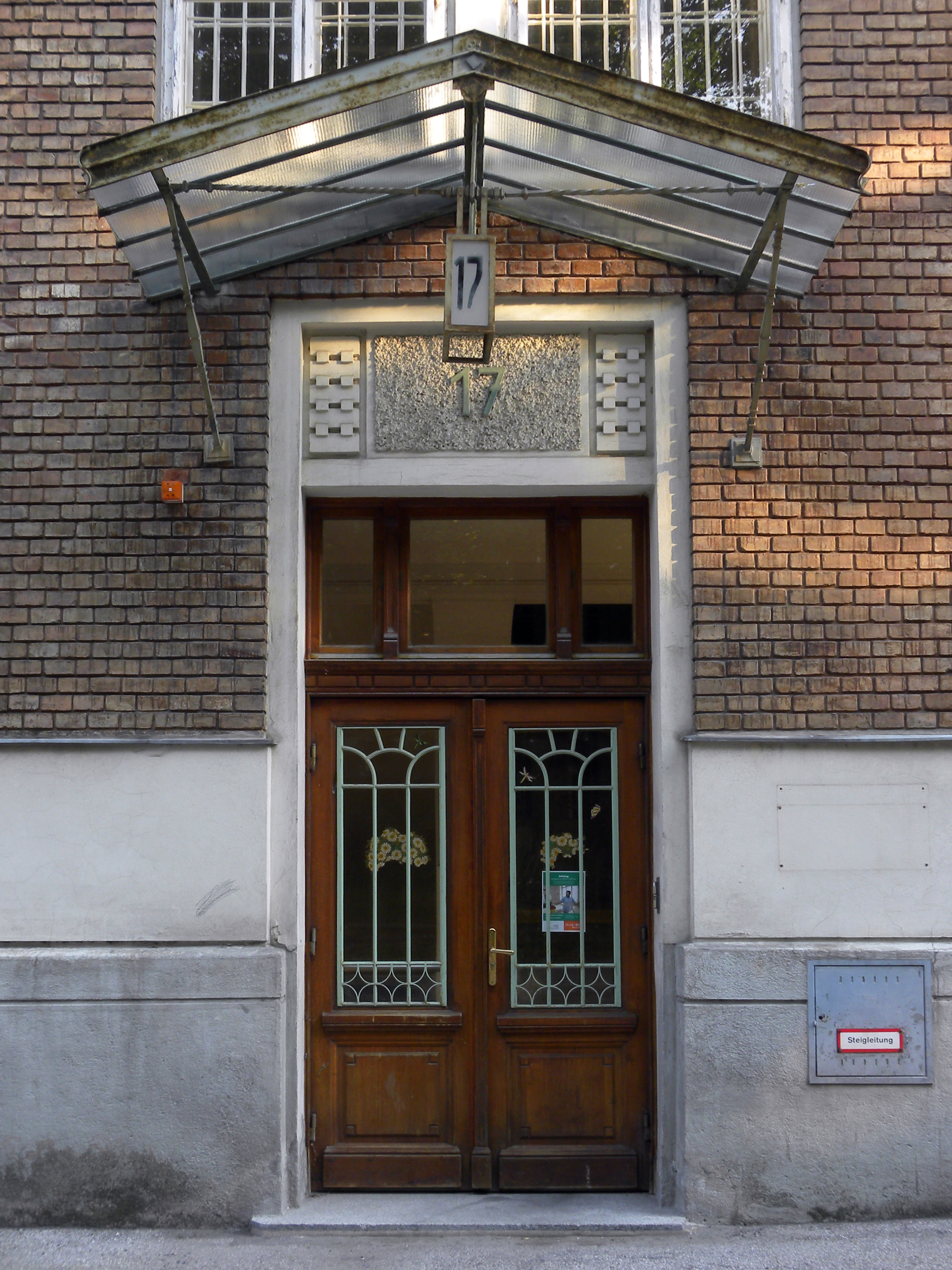
Entrée du pavillon no 17 d'Am Spiegelgrund, une clinique d'extermination des enfants et adolescents vers laquelle Hans Asperger a recommandé au moins 37 de ses patients.

En 1940, Asperger obtient un poste d'expert médical à Vienne, pour lequel il est chargé de diagnostiquer les « maladies héréditaires » et de proposer une stérilisation contrainte dans l'intérêt du programme d'eugénisme nazi. Déjà à cette époque, la surmortalité dans les hôpitaux psychiatriques viennois est bien connue de la population, qui proteste contre cette situation, notamment en septembre et novembre 1940. D'après l'analyse des diagnostics écrits de Hans Asperger par Czech, il ne s'est pas « montré plus bienveillant envers ses patients que ses pairs de Spiegelgrund en étiquetant les enfants avec des diagnostics qui pourraient avoir un impact énorme sur leur avenir — bien au contraire », ; dans la majorité des cas, Asperger porte un jugement plus sévère que les autres médecins à l'égard des enfants et adolescents qu'il examine.
Il décrit l'un des enfants qu'il recommande pour Am Spiegelgrund le 27 juin 1941, Herta Schreiber, comme suit : 

« Trouble sévère de la personnalité (post-encéphalique ?) : retard moteur très grave ; idiotie éréthique ; crises d'épilepsie. À domicile, l'enfant est un fardeau insupportable pour sa mère, qui doit s'occuper de cinq enfants en bonne santé. Un placement permanent à Spiegelgrund semble absolument nécessaire »

— Dr. Asperger, Dossier WStLA, 1.3.2.209.10, Herta Schreiber, Heilpädagogische Abteilung der Universitäts-Kinderklinik Vienne, 27 juin 1941
Envoyée au Spiegelgrund le 1er juillet comme le demandait Asperger, Herta Schreiber y meurt deux mois après, le 2 septembre, officiellement d'une « pneumonie ».
En 1942, à la suite d'une demande adressée à son supérieur Franz Hamburger, Asperger participe à une sélection de patients visant à séparer les « inéducables » de ceux qui peuvent devenir des citoyens allemands. Bien qu'il ne soit pas directement responsable de leur mort, il choisit 35 enfants qu'il considère comme « inéducables ».

#### Allégations de persécution par la Gestapo

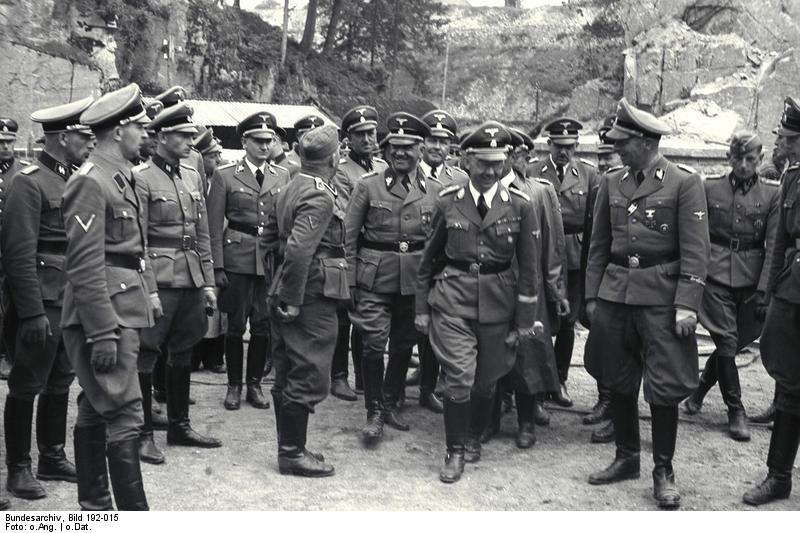
Gradés de la Gestapo accueillant Heinrich Himmler en Autriche.

D'après sa déclaration en 1962, la Gestapo aurait tenté d'arrêter Hans Asperger en raison de ses propos tenus pendant sa conférence de 1938. Cependant, la seule source connue à cette affirmation est Hans Asperger, qui mentionne cet incident pendant l'inauguration de sa chaire de pédiatrie, puis déclare avoir été « sauvé de la Gestapo » par son mentor Franz Hamburger, durant une interview en 1974,. Durant cette même interview, il affirme s'être « porté volontaire pour l'armée afin d'échapper aux représailles de la Gestapo parce qu'il avait refusé de coopérer avec les politiques nazies d'hygiène raciale ». Les archives ne contiennent aucune preuve de tentative d'arrestation par la Gestapo. 

« D'autres faits vont à l'encontre de l'autoportrait d'Asperger persécuté par la Gestapo pour sa résistance à l'hygiène raciale nazie, qui a dû fuir dans le service militaire pour éviter d'autres problèmes. À plusieurs reprises, il a publié des commentaires approuvant les mesures d'hygiène raciale telles que les stérilisations forcées »

— Herwig Czech,, Hans Asperger, National Socialism, and “race hygiene” in Nazi-era Vienna
Aucun élément issu des archives ne soutient que les publications d'Asperger aient été perçues comme opposées au nouveau régime en place. En novembre 1940, la Gestapo de Vienne répond qu'elle n'a « rien sur lui » à la suite d'une demande d'évaluation politique d'Asperger : il s'agit de la seule interaction documentée entre Asperger et la Gestapo,. Czech estime que cette enquête de la Gestapo est à la source de l'affirmation subséquente d'Asperger, selon laquelle il était persécuté, et que son mentor membre du parti nazi (NSDAP), Franz Hamburger, s'est très probablement porté garant de son assistant tout en lui demandant de coopérer avec le régime en place, ce qui expliquerait la déclaration d'Asperger durant son interview de 1974.

#### Hansi Busztin
Le service de Heilpädagogik de Vienne, où travaillait Asperger, est connu pour avoir recueilli Hansi Busztin à partir de septembre 1942, un patient juif caché jusqu'à la fin de la guerre, qui déclare qu'une centaine de personnes connaissaient son existence, et que ce service hébergeait « un groupe d'opposants au national-socialisme ». Cependant, Busztin ne mentionne pas le nom de Hans Asperger, et le psychiatre autrichien ne fait aucune référence à cet épisode, même après la guerre, alors que cela aurait pu l'aider à établir des références antinazies. D'après Czech, Asperger a peut-être été au courant de la présence de ce patient juif, mais il n'a pas joué de rôle actif dans sa protection, et surtout, a rejoint la Wehrmacht six mois seulement après l'admission de Busztin. Czech estime vraisemblable qu'Asperger ait rejoint la Wehrmacht afin de se protéger au cas où la présence de Busztin dans son service serait découverte, plutôt qu'en raison de « persécutions par la Gestapo », qui ne sont pas prouvées. Il n'a cependant pas non plus dénoncé la présence de cet enfant juif.

### Après la Seconde Guerre mondiale
Hans Asperger reprend sa carrière universitaire après la guerre, en 1945, retrouvant le service qu'il dirigeait détruit par un bombardement. Son autorisation d'enseigner est confirmée le 9 février 1946, car il n'a pas été membre du NSDAP. 
Entre 1946 et 1949, il est directeur suppléant de la clinique pédiatrique de Vienne. En 1948, il est cofondateur de la Österreichischen Arbeitsgemeinschaft für Heilpädagogik (aujourd'hui la Heilpädagogische Gesellschaft Österreichs), qu'il préside jusqu'à sa mort. Il publie son ouvrage récapitulatif à propos de la pédagogie curative en 1952.
Il dirige ensuite la clinique pédiatrique d'Innsbruck, en Autriche, pendant 5 ans, succédant à Richard Priesel, décédé subitement le 18 novembre 1955. La documentation relative à ce passage de sa vie est rare. Le nom de Hans Asperger est le dernier mentionné sur la liste des recommandations, après ceux de trois autres médecins. Asperger prend ses nouvelles fonctions le 31 mars 1957, avec une conférence inaugurale consacrée aux problèmes dans la pédiatrie moderne. Selon l'historien d'Innsbruck Franz Huter (1899-1997), Hans Asperger s'y est « rapidement créé un cercle d'amis et de collègues ». Son épouse Hanna a préféré rester à Vienne. Il y est globalement apprécié pour sa pédagogie.
Asperger est ensuite nommé à la chaire de pédiatrie de l'hôpital de Vienne, le 26 juin 1962, dont il assure par ailleurs la direction jusqu'à sa retraite officielle, en 1977. En 1964, il est responsable de SOS-Kinderdorf à Hinterbrühl. La même année, il est nommé président de la Internationalen Gesellschaft für Heilpädagogik.
Le 8 mai 1971, il est nommé vice-président de la Société autrichienne d'allergologie et d'immunologie (Österreichischen Gesellschaft für Allergologie und Immunologie) nouvellement créée.
Il est nommé professeur émérite en 1977, et donne sa dernière conférence six jours seulement avant sa mort, survenue le 20 octobre 1980 au terme d'une courte maladie.

## Œuvre
Hans Asperger a publié au total 359 textes, la plupart consacrés à la « psychopathie autistique » et à la notion de mort. Toutes ses publications sont rédigées en allemand.
D'après Edith Sheffer, le contexte dans lequel Asperger a évolué facilite l'élaboration de sa publication la plus célèbre, dans la mesure où lui et ses collègues recourent fréquemment à la notion de « Gemüt », dévoyée en psychiatrie nazi pour désigner « la capacité métaphysique des humains à nouer des liens sociaux ». Cela a poussé les médecins et psychiatres nazis à porter attention aux enfants qu'ils estimaient dotés d'un faible Gemüt. La première description de l'autisme relève ainsi d'une observation sur cette population d'enfants.
Czech estime au contraire que Sheffer accorde trop d'importance à la notion de Gemüt et que « la psychiatrie sous le national-socialisme est bien mieux caractérisée par le concept de vie indigne d'être vécue ».

### Die “Autistischen Psychopathen” im Kindesalter
Hans Asperger établit en 1943 la description d'une « psychopathie autistique de l'enfance »,. Il a identifié chez plus de 200 enfants (dont 4 cas de jeunes garçons décrits en détail) un modèle de comportement et d'aptitudes incluant « un manque d'empathie, une faible capacité à se faire des amis, une conversation unidirectionnelle, une forte préoccupation vers des intérêts spéciaux et des mouvements maladroits ». Asperger appelle ces quatre garçons ses « petits professeurs », en raison de leur capacité à parler de leur sujet favori en donnant beaucoup de détails. Son article n'est publié qu'en 1944 dans le journal Archiv für Psychiatrie und Nervenkrankheiten : 
- (de) « Die “Autistischen Psychopathen” im Kindesalter », Archiv für Psychiatrie und Nervenkrankheiten, no 117,‎ 1944, p. 76-136  — l'article est déjà paru en 1938 dans le Wiener Klinischen Wochenschrift.

### Autres publications
- (de) « Leucin und Tyrosin im Ham bei Lungengeschwülsten », klin Wschr, Wien, vol. II,‎ 1930, p. 1281-1284.
- (de) avec Siegl, « Zur Behandlung der Enuresis », Archiv für Kinderheilkunde,‎ 1934, p. 88-102.
- (de) « Das psychisch abnorme Kind », Wiener Klinische Wochenschrift, no 49,‎ 1938, p. 1314-1317  — y apparaît l'expression Autistischen Psychopathen.
- (de) « “Jugendpsychiatrie” und “Heilpädagogik” », Münch med Wschr, München, Berlin, no 89,‎ 1942, p. 352-356[30].
- (de) « Postencephalitische Persönlichkeitsstörungen », Münch med Wschr, München, Berlin, no 91,‎ 1944, p. 114-117.
- (de) « Encephalitis im Kindesalter und Folgezustände », Wien klin Wschr, no 64, H. 10,‎ 1952, p. 171.
- (de) « Heilpädagogische problematik der organischen hirnstorungen », Acta psychother psychosom orthopedagog, no 2,‎ 1954, p. 115-126.
- (de) Heilpädagogik : Eine Einführung in die Psychopathologie des Kindes für Ärzte, Lehrer, Psychologen, Richter und Fürsorgerinnen, Wien : Springer Verlag, 1956, 2e éd..
- (de) Die Jugendgemeinschaften als Erziehungsfaktor : Jugend in Not. Schriften zur Volksbildung des Bundesministeriums für Unterricht, Vienne, 1959.
- (de) « Biologische Grundlagen der Kinderdorfidee », dans Laireiter Matthias, Die Fremdversorgung der Jugend, Salzburg, 1966.
- (de) « Zur Differentialdiagnose des frühkindlichen Autismus », Acta paedopsychiatrica, no 35,‎ 1968, p. 136-145.
- (de) avec F. Schmid, Neurologie-Psychologie-Psychiatrie, Berlin, Heidelberg, New York, Springer Verlag, 1969.
- (de) « Kurze Geschichte der Internationalen Gesellschaft für Heilpädagogik », Heilpädagogik, Fachzeitschr. D. Österr. Ges. f. Heilpäd, no 4,‎ 1971, p. 50-55.
- (de) Das Werden sozialer Einstellungen in Familie, Schule und anderen Sozialformen, Vienne, Österr. Bundesverl. für Unterricht, Wissenschaft und Kunst, 1974.
- (de) « Gesundheitserziehung in dieser Zeit », dans H. Asperger, F. Haider, Leben heute - Eine Herausforderung an die Pädagogik - Tagungsbericht der 23. internationalen pädagogischen Werktagung, Wien, Österreichischer Bundesverlag, 1975, p. 60-70.
- (de) « Eröffnungsansprache », dans Neue Impulse in der Heilpädagogik. Bericht des 2. Österreichischen Heilpädagogischen Kongresses, Österreichische Gesellschaft für Heilpädagogik, 1978.
- (en) « Problems of infantile autism », Communication, no 13,‎ 1979, p. 45-52  — bulletin de la National Autistic Society britannique.
- (en) « 50th anniversary of the death of Clemens von Pirquet », Pädiatrie und Pädologie, no 14 (2),‎ 1979, p. I-II.
- (de) « Kindheit in unserer Gesellschaft », dans H. Asperger, F. Haider, Kinderprobleme - Problemkinder - Tagungsbericht der 27.Werktagung 1978. Bd. 33, Salzburg, Selbstverlag der internationalen pädagogischen Werktagung, 1979, p. 14-24.
- (de) « Was kann die Pathologie die Pädagogik lehren? », dans Mit Konflikten umgehen - Tagungsbericht der 28. internationalen pädagogischen Werktagung. Bd. 34, Salzburg, Selbstverlag der internationalen pädagogischen Werktagung, 1980, p. 56-66.
- (de) « Masslosigkeit und Suchtigkeit », dans H. Asperger, H. u. M. Rothbucher, Das rechte Mass - Hilfen zur Lebensorientierung - Tagungsbericht der 29. Werktagung 1980, Salzburg, Selbstverlag der Internationalen Pädagogischen Werktagung, 1981, p. 61-71.
- (de) H. Asperger et F. Wurst, Psychotherapie und Heilpädagogik bei Kindern, München, Wien, Baltimore, Urban & Schwarzenberg, 1982 ; chapitres :
  - « Schwierigkeiten Hochbegabter », dans Psychotherapie und…, p. 242-248 ;
  - « Frühkindlicher Autismus, Typ Kanner », dans Psychotherapie und…, p. 286-292 ;
  - « Kindlicher Autismus Typ Asperger », dans Psychotherapie und…, p. 293-301.

## Personnalité
Hans Asperger est décrit comme « froid et distant ». Il a, durant sa vie, rassemblé plus de 10 000 livres dans sa bibliothèque personnelle. Il attribue sa « maturité spirituelle progressive » à ses lectures. Ses anciens collègues à la clinique pédiatrique de Vienne témoignent de ce qu'il citait souvent des auteurs classiques, des poètes ou la Bible.
La randonnée, qu'il pratique durant toute sa vie (y compris comme guide, et dans des montagnes éloignées de son domicile comme sur le mont Cervin), est une autre de ses passions.
Selon sa fille Maria Asperger-Felder, les deux évènements qui ont le plus marqué Hans Asperger entre 1931 et 1945 sont, d'une part, le développement de la pédagogie curative (Heilpädagogik), et d'autre part, la confrontation avec l'idéologie du national-socialisme.

### Foi catholique
Hans Asperger a été un fervent chrétien, catholique pratiquant,, mais sans les tendances politiques généralement associées au catholicisme de l'époque. Sa foi est initialement considérée comme un inconvénient lors de son évaluation après l'Anschluss. Il est membre de la Guilde Sankt-Lukas qui, d'après Sheffer et Czech, « milite en faveur d'un eugénisme catholique », notamment en soutenant l'eugénisme positif (la multiplication des individus considérés comme désirables) plutôt que l'eugénisme négatif,.

### Asperger avait-il le syndrome d'Asperger?

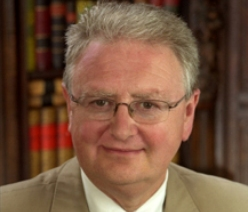
Michael Fitzgerald, spécialiste controversé des diagnostics rétrospectifs de l'autisme, estime en 2007 que Hans Asperger avait peut-être le syndrome d'Asperger.

En 2007, Viktoria Lyons et Michael Fitzgerald (un spécialiste controversé du diagnostic rétrospectif) posent l'hypothèse que Hans Asperger a été concerné par l'autisme, dans la mesure où selon eux, il a présenté durant son enfance des traits caractéristiques du trouble même qui a reçu par la suite son nom. L'article se base sur une lettre d'information en allemand et sur l'ouvrage d'Uta Frith, Autism and Asperger Syndrome, publié en 1991. 
Cette hypothèse est reprise par le journaliste d'investigation Steve Silberman et par Élisabeth Roudinesco, qui affirme que Hans Asperger était concerné durant son enfance par le syndrome qu'il a décrit par la suite. Elle est réfutée par Sheffer, qui estime que les critères diagnostiques du syndrome d'Asperger ne sont pas pertinents (et encore moins de manière rétrospective), mais aussi que la « sévère critique » qu'Asperger porte sur les « psychopathes autistes » exclut la possibilité qu'il ait envisagé de s'appliquer un diagnostic qu'il jugeait si négativement.

### Position de Hans Asperger vis-à-vis de l'idéologie nazie

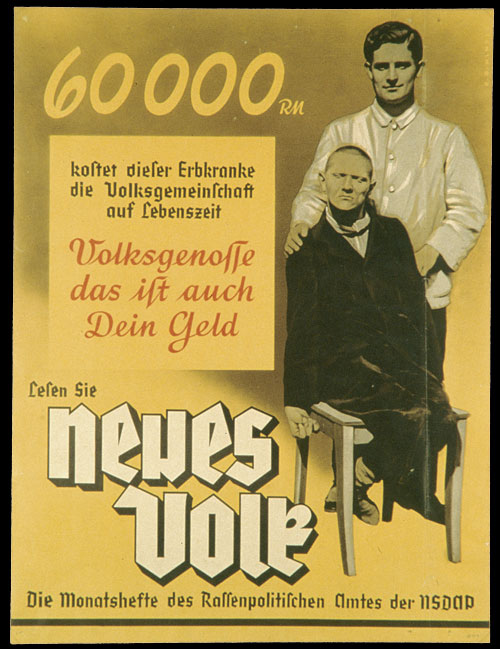
Cette affiche de 1938 indique : 60000 Reichsmarks, c’est ce que cette personne souffrant d’une maladie héréditaire coûte à vie à la communauté nationale. Compatriote, c’est aussi ton argent. Lisez le Neues Volk, le mensuel du Rassenpolitisches Amt (Département de la politique raciale) du NSDAP.

Czech souligne que « les obstacles potentiels à son soutien [celui de Hans Asperger] au national-socialisme étaient ses convictions religieuses, son passé humaniste et son habitus élitiste et cultivé ». Il ajoute que « la socialisation politique d'Asperger au Bund Neuland l'a probablement rendu aveugle au caractère destructeur du national-socialisme
en raison d'une affinité avec les éléments idéologiques fondamentaux ». 

#### Une image positive avant l'étude des archives
Après la Seconde Guerre mondiale et avant l'accès aux archives le concernant, Hans Asperger avait une réputation de protecteur des enfants malades et en situation de handicap,,, notamment sous l'influence du livre d'Uta Frith publié en 1991. Son plus ancien détracteur, Eric Schopler, l'a dépeint au contraire comme participant aux programmes d'hygiène raciale, mais sans pouvoir en apporter la preuve.
Il a été présenté comme progressiste et opposé à l'eugénisme sous le régime nazi, notamment par Lorna Wing et Steve Silberman (dans son ouvrage Neuro-tribus, publié en 2015). La pédagogue Brita Schirmer, qui publie la première au sujet des relations de Hans Asperger avec le nazisme en 2002, donne à son article un titre explicite : « Hans Aspergers Verteidigung der ‘autistischen Psychopathen’ gegen die NSEugenik », soit « La défense des psychopathes autistes par Hans Asperger contre l'eugénisme nazi »,. Helmut Gröger, sur la base des publications scientifiques d'Asperger, conclut qu'il a généralement évité d'aborder les thèmes liés à l'idéologie nazie, tels que celui de la race. 
Sa description des apports techniques des quatre enfants décrits dans son article de 1944 est initialement interprétée sous l'angle d'une volonté de les protéger. L'ouvrage d'Adam Feinstein (2010) soutient qu'Asperger a délibérément disséminé des références favorables aux nazis dans ses écrits afin de cacher sa véritable intention. Cette perception a été facilitée par son autoportrait de protecteur des enfants et de résistant. Dans son interview de 1974, Asperger déclare que quand « l'heure du national-socialisme est arrivée, il est clair au regard de ma vie précédente que l'on pouvait bien accepter beaucoup de choses « nationales », mais pas l'inhumanité (Unmenschlichkeiten) ». L'ouvrage de John Donvan et Caren Zucker, In a Different Key, est d'après Czech qui a partagé quelques-unes de ses sources avec les auteurs, « la première publication en langue anglaise à rompre avec le récit d'Asperger comme opposant actif à l'hygiène raciale nazie et à introduire des éléments critiques, jusqu'ici inconnus, dans le débat ».

#### Position vis-à-vis de la notion de «vie indigne d'être vécue»
La psychiatre britannique Lorna Wing et l'anthropologue Dean Falk estiment que les convictions catholiques de Hans Asperger sont incompatibles avec l'envoi volontaire d'enfants vers des programmes d'extermination. Pour Falk, il n'est pas certain qu'Asperger ait eu connaissance du sort qui attendait les enfants qu'il a fait transférer au Spiegelgrund : connaissant sa religion, ses collègues auraient pu lui cacher cette information. Czech réfute les conclusions de Falk, notant que la population viennoise protestait contre les taux de mortalité en hôpital psychiatrique plusieurs mois avant qu'Asperger n'adresse des patients au Spiegelgrund d'une part, et que même s'il n'était pas informé de la volonté des responsables du Spiegelgrund de tuer les enfants qu'il y adressait, il était forcément informé de ces taux de mortalité et des risques qu'un transfert au Spiegelgrund faisant courir aux enfants. Czech en conclut que « L'hypothèse selon laquelle
Asperger n'était pas au courant pour Spiegelgrund n'a aucun fondement ».
La pédagogie curative (Heilpädagogik) promue par Hans Asperger n'a jamais été considérée comme un objectif contraire à ceux du Troisième Reich, marqué par une pénurie de main d'œuvre. Par ailleurs, cette Heilpädagogik a reçu l'approbation de responsables de la politique d'euthanasie, tels qu'Erwin Jekelius. Seuls les enfants considérés comme éducables en bénéficient. Le texte de Hans Asperger le plus souvent interprété dans le sens d'une défense de ses patients autistes contre le programme d'« euthanasie » peut aussi faire l'objet d'une lecture utilitariste. Pour Scheffer, « l'examen des archives met au jour la nature duelle de son action » : 

« Il faisait la distinction entre les jeunes qu'il estimait amendables, dotés d'un potentiel pour une « intégration sociale », et ceux jugés irrécupérables. Dans le même temps où il offrait une prise en charge intensive et individualisée aux enfants prometteurs, il ordonnait le placement en institution voire le transfert au Spiegelgrund des enfants lourdement handicapés »

— Edith Sheffer, Les Enfants d'Asperger.
Czech estime que l'argument selon lequel Asperger mettait un accent positif sur un petit nombre d'individus autistes pour protéger l'ensemble des enfants autistes ne tient pas la route. Pour Sheffer, Asperger est un « eugéniste autoproclamé » et « cette dualité d'Asperger reflète celle du nazisme dans son ensemble ».

#### Position vis-à-vis des stérilisations forcées
Sans avoir coopéré aux programmes de stérilisation forcée d'après les archives, il ne s'y est pas non plus opposé. D'après Czech, « ce qui ressort des sources disponibles, c'est que l'approche d'Asperger vis-à-vis du programme de stérilisation forcée était ambivalente ». Il cite ainsi des passages écrits par Hans Asperger démontrant son soutien à cet aspect de la politique d'hygiène raciale : 

« Dans la nouvelle Allemagne, nous avons assumé de nouvelles responsabilités en plus de nos anciennes responsabilités. À la tâche d'aider le patient individuel est ajoutée la grande obligation de promouvoir la santé du peuple [Volk], qui est plus que le bien-être de l'individu. Je n'ai pas besoin d'ajouter à l'énorme travail dévoué effectué en termes de mesures positives et de soutien. Mais nous savons tous que nous devons également prendre des mesures restrictives. Tout comme le médecin doit souvent faire des incisions douloureuses pendant le traitement des individus, nous devons également pratiquer des incisions sur le corps national [Volkskörper], par sens des responsabilités : nous devons nous assurer que les malades qui transmettraient leurs maladies aux générations lointaines, au détriment de l'individu et du Volk, soient empêchés de transmettre leur matériel héréditaire malade »

— Hans Asperger, Pädagogische Therapie bei abnormen Kindern
Il existe un cas possible de protection d'un patient, Aurel I., que Hans Asperger a examiné à l'automne 1939 et exempté d'éducation en groupe. Sa famille l'a envoyé à la campagne, où il a survécu à la guerre grâce aux soins de ses parents. En 1962, une membre de la famille d'Asperger estime qu'il a sauvé Aurel de la « castration » et peut-être de pire. Le psychiatre autrichien a rédigé son rapport quelques jours avant l'introduction de la loi sur la stérilisation en Autriche.

#### Relations avec ses patients juifs
Czech est le premier à étudier la question des patients juifs de Hans Asperger. S'il n'a pas exprimé d'idées ouvertement antisémites, ses déclarations publiques et la manière dont Asperger traite ses patients juifs montrent une indifférence vis-à-vis des persécutions subies par cette population. Il semble également avoir intériorisé au moins une partie des stéréotypes anti-juifs de son époque.

### Accusations de sexisme
Czech et Sheffer estiment que les diagnostics posés par Hans Asperger sont sexistes, tandis que Dean Falk réfute qu'Hans Asperger ait été sexiste. 
Sheffer consacre un chapitre de son livre Les Enfants d'Asperger aux différences entre les diagnostics des garçons et des filles. D'après la critique de Claude Grimal dans le journal En attendant Nadeau, il ne devrait pas être considéré comme étonnant que les diagnostics d'Asperger comportent « tous les préjugés sexistes de l’époque ». 
Czech note que le biais de genre de Hans Asperger conduit à « désavantager les filles en termes d'abus sexuels et de précocité », ajoutant qu'il blâme les victimes de violences sexuelles. Czech cite notamment l'exemple du diagnostic d'une adolescente juive de 12 ans, dont Asperger dit qu'elle « a agi comme une folle, a parlé de persécution anti-juive, avait peur », interprétant ces signes de détresse comme des symptômes d'une schizophrénie, et concluant ainsi son rapport : « Pour son âge et sa race, le développement sexuel est visiblement retardé ».

## Réception de ses travaux

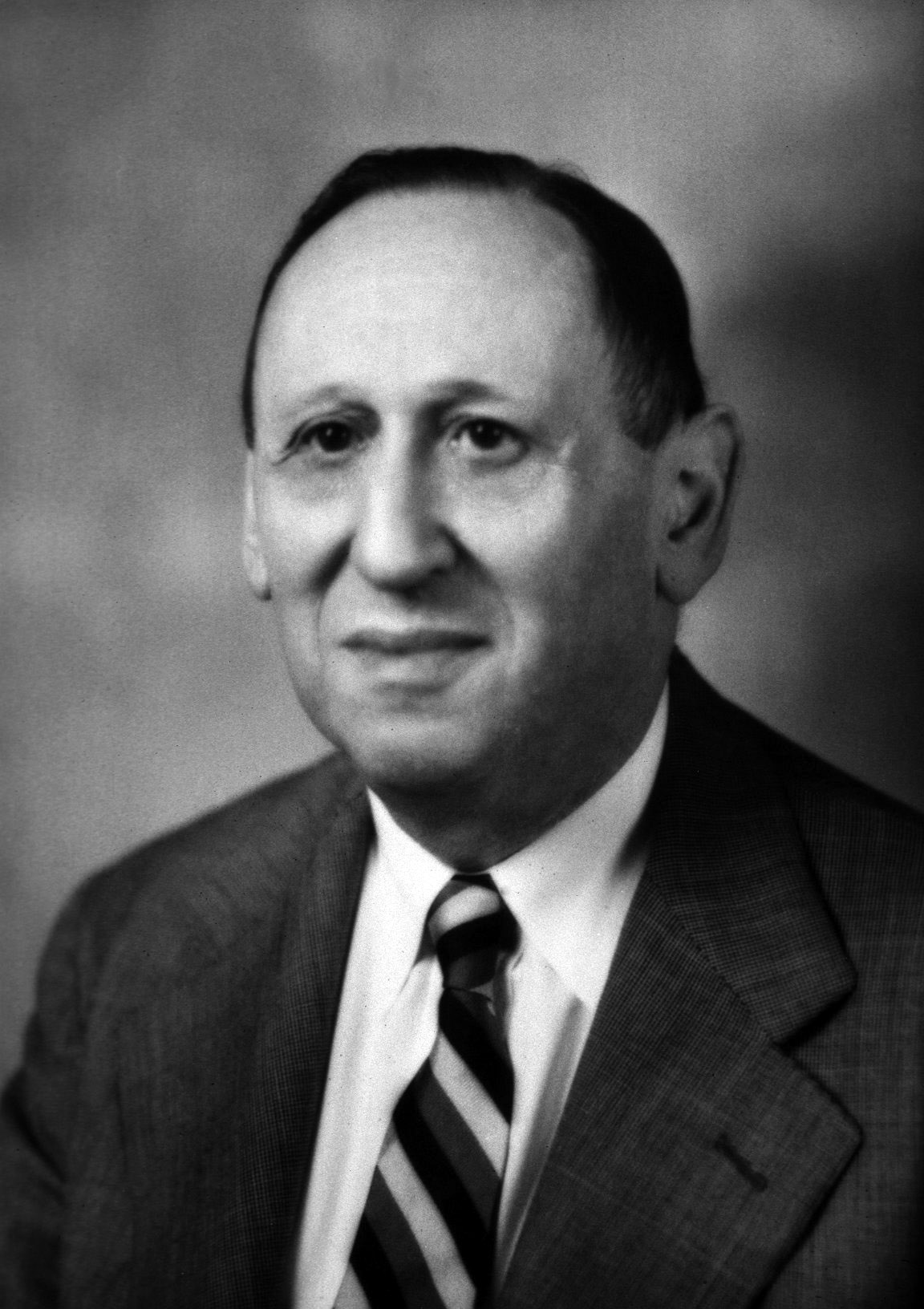
Leo Kanner, qui a peut-être pris connaissance des travaux de Hans Asperger dès les années 1940.

Hans Asperger est mort avant que l'identification de son modèle de comportement ne devienne largement reconnu, et ce pour plusieurs raisons, dont son faible nombre de déplacements hors d'Autriche, sa rédaction en allemand et le manque de traductions de ses écrits. Cependant, d'après Steve Silberman, qui est à l'origine de cette découverte (repris par Czech) ,, son exposé public de 1938 à l'université de Vienne a vraisemblablement permis au psychanalyste et philosophe britannique George Frankl, qui travaillait alors dans le même service que lui, d'en prendre connaissance avant de devenir un collaborateur de Leo Kanner, qui a ainsi découvert l'autisme et publié ses conclusions à ce propos en 1943. Les publications de Leo Kanner, au contraire de celles d'Asperger, ont été diffusées internationalement. 
L'article d'Asperger publié en 1944 n'est traduit en anglais (avec des annotations) qu'en 1991 par Uta Frith, puis en 1998 en français.
La première personne à utiliser l'expression « syndrome d'Asperger » dans un article est la chercheuse britannique Lorna Wing. Son article, « Asperger's syndrome : A clinical account » (en français : « Un compte rendu clinique du syndrome d'Asperger »), a été publié en 1981 et a remis en question le modèle précédemment accepté de l'autisme présenté par Leo Kanner. Wing a donné un écho nouveau à la description peu connue faite par Hans Asperger, en la faisant connaître beaucoup plus largement qu'elle ne l'était, rendant Hans Asperger internationalement connu durant les années 1980. Pour Scheffer, la diffusion des travaux d'Asperger dans les années 1990 a littéralement changé le visage de l'autisme, en particulier quand le « syndrome d'Asperger » a été inclus dans le DSM-IV en 1994.
Lorsque Lorna Wing propose l'inclusion du syndrome d'Asperger dans les diagnostics de l'autisme, les informations relatives à la collaboration de Hans Asperger avec les nazis ne sont pas connues.
Par ailleurs, les apports d'Asperger à la notion de pédagogie curative (Heilpädagogik) en Autriche sont considérés comme déterminants.

## Héritage et remise en question
En raison de son rôle majeur dans la définition de la notion de « spectre de l'autisme », Hans Asperger a été « souvent présenté comme un champion de la neurodiversité », en particulier par Adam Feinstein et Steve Silberman.
Dans la première édition de son ouvrage NeuroTribes, en 2015, avant la publication des archives étudiées par Czech, Steve Silberman soutient ouvertement le travail d'Asperger, en postulant que, si le syndrome d'Asperger avait servi de base pour définir l'autisme au XXe siècle, plutôt que l'autisme infantile de Léo Kanner, les personnes autistes et leurs familles auraient évité de nombreuses souffrances, des critères positifs auraient été retenus pour le diagnostic plutôt que des déficits, et les ressources financières auraient été attribuées plus rapidement au soutien des personnes autistes elles-mêmes, plutôt qu'à la recherche de thérapies et de guérisons. 
D'après Czech, c'est à partir d'avril 2018 que l'héritage d'Hans Asperger est sérieusement remis en question, notamment à travers un éditorial et un communiqué de presse distribué par Springer Nature, largement repris dans les médias, puis par la parution du livre d'Edith Sheffer quelques semaines plus tard. Cela donne lieu à quelques exagérations médiatiques sensationnalistes concernant le rôle véritable d'Asperger. Silberman revoit sa position, soulignant que les personnes autistes qui voyaient autrefois Hans Asperger comme un allié se sentent probablement trahies, et met à jour les nouvelles éditions de son livre.
Dans Les Enfants d'Asperger, l'historienne Edith Scheffer plaide pour l'abandon de la notion de « syndrome d'Asperger ». Après avoir lu ce livre, Judy Sasha Rubinsztein déclare être « persuadée de ne pas utiliser le terme « syndrome d'Asperger », car il fait resurgir le spectre de cette époque barbare où les valeurs médicales étaient déformées pour soutenir l'idéologie nazie ». Le Pr Simon Baron-Cohen déclare que, à la lumière des découvertes de Czech et Sheffer, « nous devons maintenant réviser nos points de vue, et probablement aussi notre langage », en ne parlant plus de « syndrome d'Asperger » mais seulement d'« autisme ». Le journaliste américain Seth Mnookin, au contraire, n'adhère pas à la conclusion de Sheffer, qu'il analyse comme une tentative de déconstruire la notion d'autisme en la faisant fallacieusement passer pour une « invention nazie ».
Les réactions des personnes autistes aux révélations sur le passé de Hans Asperger sont variées : certaines sont attachées à la terminologie de « syndrome d'Asperger », alors que d'autres témoignent en faveur de l'abandon de ce nom. C'est notamment le cas du docteur en philosophie Josef Schovanec, qui déclare : 

« Bien plus encore que ses liens avec le nazisme, c'est ce qui devait être le point fort du Dr Asperger qui scellera sa perte, à savoir son aptitude à faire le tri parmi les enfants, parmi les humains »

— Josef Schovanec